# الکساندر ژابوریا
الکساندر ژابوریا (انگلیسی: Oleksandr Dzhaburiya؛ زادهٔ ۲۵ سپتامبر ۱۹۷۲) ورزشکار ورزش شنا اهل اوکراین  است.